# Dominik Fischnaller
Dominik Fischnaller (ur. 20 lutego 1993 w Bressanone) – włoski saneczkarz pochodzący z Tyrolu Południowego, brązowy medalista olimpijski, zdobywca Pucharu Świata, wielokrotny medalista mistrzostw świata juniorów oraz wielokrotny medalista mistrzostw świata i mistrzostw Europy.

## Życie prywatne
Jego starszy brat Hans Peter i kuzyn Kevin także uprawiają saneczkarstwo.
Jest związany z amerykańską saneczkarką Emily Sweeney.

## Kariera
W 2007 roku rozpoczął starty w Pucharze Świata juniorów. 28 listopada 2010 roku miał miejsce jego debiut i zarazem zdobycie pierwszych punktów w Pucharze Świata, kiedy to na rozgrywanych w Igls zawodach sezonu 2010/2011 zajął 12. miejsce w konkurencji jedynek. W tym samym roku wziął udział w mistrzostwach świata juniorów w Innsbrucku, na których zdobył srebrny medal w konkurencji sztafetowej, a także zajął 6. miejsce w konkurencji jedynek. W 2011 roku pojawił się na mistrzostwach świata juniorów w Oberhofie, na których wywalczył srebrny medal w sztafecie i brązowy w jedynkach oraz na mistrzostwach Europy juniorów w Igls, z których wrócił z jedynkowym złotym medalem. 
6 stycznia 2012 roku zaliczył pierwsze podium i jednocześnie odniósł pierwsze zwycięstwo w Pucharze Świata, pokonując w będącej częścią rozgrywanych w Königssee zawodów sezonu 2011/2012 konkurencji sztafetowej, w której startował z Sandrą Gasparini, Christianem Oberstolzem i Patrickiem Gruberem ekipy z Niemiec oraz Rosji. W tym samym roku wystartował ponadto w mistrzostwach świata w Altenbergu, na których zajął 11. miejsce w konkurencji jedynek, w mistrzostwach świata juniorów w Königssee, które przyniosły mu srebrny medal za konkurencję jedynek i brązowy za konkurencję sztafetową, a także w mistrzostwach Europy w Paramonowie, na których był szósty w jedynkach. 6 stycznia 2013 roku po raz pierwszy stanął na podium Pucharu Świata w konkurencji jedynek, zajmując 3. miejsce na rozgrywanych w Königssee zawodach sezonu 2012/2013, na których uległ jedynie Niemcowi Davidowi Möllerowi i Rosjaninowi Albertowi Diemczence. 17 listopada 2013 roku odniósł z kolei pierwsze jedynkowe zwycięstwo w tym cyklu, pokonując na zorganizowanych w Lillehammer zawodach sezonu 2013/2014 Niemców Davida Möllera i Felixa Locha. W tym samym roku pojawił się także na mistrzostwach świata juniorów w Park City, na których wywalczył złote medale zarówno w konkurencji jedynek, jak i w sztafetowej, na mistrzostwach świata do lat 23 w Whistler, z których wrócił ze złotym medalem za konkurencję jedynek oraz na mistrzostwach świata w Whistler, na których zajął 16. miejsce w jedynkach.
W 2014 roku pojawił się na mistrzostwach Europy w Siguldzie, na których wywalczył brązowy medal w konkurencji jedynek, plasując się na podium za rodakiem Arminem Zöggelerem i Niemcem Johannesem Ludwigiem, a także na igrzyskach olimpijskich w Soczi, z których wrócił z jedynkowym 6. miejscem. W tym samym roku zajął również 3. miejsce w klasyfikacji generalnej konkurencji jedynek sezonu 2013/2014 Pucharu Świata. Rok później wziął udział w mistrzostwach świata w Siguldzie, na których zajął 4. miejsce w konkurencji jedynek i 13. w konkurencji sztafetowej, a także w mistrzostwach Europy w Soczi, które przyniosły mu jedynkowe 7. miejsce. W 2016 roku wystartował w mistrzostwach świata w Königssee, na których był siódmy w sztafecie i trzynasty w jedynkach oraz w mistrzostwach Europy w Altenbergu, na których zajął 10. miejsce w konkurencji jedynek. W następnym roku, na mistrzostwach Europy w Königssee zajął 4. miejsce w konkurencji sztafetowej i 6. w konkurencji jedynek, z kolei na mistrzostwach świata w Igls zajął 4. miejsce w sztafecie oraz wywalczył brązowe medale zarówno w sprincie, jak i w jedynkach plasując się na podium w obu tych konkurencjach za Austriakiem Wolfgangiem Kindlem i Rosjaninem Romanem Riepiłowem. W 2018 roku pojawił się na igrzyskach olimpijskich w Pjongczangu, na których zajął 4. miejsce w konkurencji jedynek i 5. w konkurencji sztafetowej. Rok później wystartował w mistrzostwach świata w Winterbergu, na których był siódmy w jedynkach i jedenasty w sprincie, a także na mistrzostwach Europy w Oberhofie, na których zajął 8. miejsce w konkurencji jedynek oraz zdobył złoty medal w konkurencji sztafetowej, w której jego sztafeta, współtworzona przez Andreę Vötter, Ivana Naglera i Fabiana Malleiera pokonała ekipy z Niemiec i Łotwy.
Na igrzyskach olimpijskich w Pekinie w 2022 roku zdobył brązowy medal w rywalizacji jedynek.

## Osiągnięcia

### Igrzyska olimpijskie
| Rok  | Miejsce    | Jedynki | Sztafeta |
| ---- | ---------- | ------- | -------- |
| 2014 | Soczi      | 6.      | –        |
| 2018 | Pjongczang | 4.      | 5.       |
| 2022 | Pekin      | 3.      | -        |

### Mistrzostwa świata
| Rok  | Miejsce    | Jedynki | Jedynki-sprint | Jedynki mieszane | Sztafeta |
| ---- | ---------- | ------- | -------------- | ---------------- | -------- |
| 2012 | Altenberg  | 11.     | nie rozgrywano | nie rozgrywano   | –        |
| 2013 | Whistler   | 16.     | nie rozgrywano | nie rozgrywano   | 6.       |
| 2015 | Sigulda    | 13.     | nie rozgrywano | nie rozgrywano   | 4.       |
| 2016 | Königssee  | 14.     | –              | nie rozgrywano   | 7.       |
| 2017 | Igls       | 3.      | 3.             | nie rozgrywano   | 4.       |
| 2019 | Winterberg | 7.      | 11.            | nie rozgrywano   | –        |
| 2020 | Soczi      | 10.     | 3.             | nie rozgrywano   | 4.       |
| 2021 | Königssee  | dnf     | 5.             | nie rozgrywano   | 5.       |
| 2023 | Oberhof    | dnf     | 7.             | nie rozgrywano   | 4.       |
| 2024 | Altenberg  | 18.     | 13.            | nie rozgrywano   | 4.       |
| 2025 | Whistler   | 4.      | nie rozgrywano | 7.               | dsq      |

### Mistrzostwa Europy
| Rok  | Miejsce      | Jedynki | Sztafeta |
| ---- | ------------ | ------- | -------- |
| 2012 | Paramonowo   | 6.      | –        |
| 2014 | Sigulda      | 3.      | –        |
| 2015 | Soczi        | 7.      | –        |
| 2016 | Altenberg    | 9.      | 4.       |
| 2017 | Königssee    | 6.      | 4.       |
| 2019 | Oberhof      | 8.      | 1.       |
| 2020 | Lillehammer  | 1.      | 2.       |
| 2021 | Sigulda      | 3.      | 4.       |
| 2022 | Sankt Moritz | 8.      | 4.       |
| 2023 | Sigulda      | 5.      | 3.       |
| 2024 | Igls         | 7.      | 3.       |
| 2025 | Winterberg   | 6.      | 3.       |

### Mistrzostwa świata juniorów
| Rok  | Miejsce   | Jedynki | Sztafeta |
| ---- | --------- | ------- | -------- |
| 2010 | Innsbruck | 6.      | 2.       |
| 2011 | Oberhof   | 3.      | 2.       |
| 2012 | Königssee | 2.      | 3.       |
| 2013 | Park City | 1.      | 1.       |

### Puchar Świata

#### Miejsca w klasyfikacji generalnej
| Sezon     | Miejsce |
| --------- | ------- |
| 2010/2011 | 15.     |
| 2011/2012 | 9.      |
| 2012/2013 | 7.      |
| 2013/2014 | 3.      |
| 2014/2015 | 4.      |
| 2015/2016 | 6.      |
| 2016/2017 | 6.      |
| 2017/2018 | 7.      |
| 2018/2019 | 5.      |
| 2019/2020 | 2.      |
| 2020/2021 | 5.      |
| 2021/2022 | 5.      |
| 2022/2023 | 1.      |
| 2023/2024 | 7.      |
| 2024/2025 | 6.      |

#### Miejsca na podium w zawodach Pucharu Świata – indywidualnie
Stan na koniec sezonu 2023/2024
| Lp. | Data       | Miejsce     | Konkurencja    | Lokata |
| --- | ---------- | ----------- | -------------- | ------ |
| 1.  | 06.01.2013 | Königssee   | jedynki        | 3      |
| 2.  | 09.02.2013 | Lake Placid | jedynki        | 2      |
| 3.  | 17.11.2013 | Lillehammer | jedynki        | 1      |
| 4.  | 23.11.2013 | Igls        | jedynki        | 3      |
| 5.  | 06.12.2013 | Whistler    | jedynki        | 3      |
| 6.  | 26.01.2014 | Sigulda     | jedynki        | 3      |
| 7.  | 30.11.2014 | Igls        | jedynki        | 2      |
| 8.  | 30.11.2014 | Igls        | jedynki-sprint | 2      |
| 9.  | 05.12.2014 | Lake Placid | jedynki        | 3      |
| 10. | 01.02.2015 | Lillehammer | jedynki        | 3      |
| 11. | 29.11.2015 | Igls        | jedynki        | 1      |
| 12. | 12.12.2015 | Park City   | jedynki-sprint | 2      |
| 13. | 07.02.2016 | Soczi       | jedynki        | 3      |
| 14. | 21.02.2016 | Winterberg  | jedynki        | 3      |
| 15. | 16.12.2016 | Park City   | jedynki        | 3      |
| 16. | 17.12.2016 | Park City   | jedynki-sprint | 1      |
| 17. | 19.02.2017 | Pjongczang  | jedynki        | 1      |
| 18. | 21.01.2018 | Lillehammer | jedynki        | 1      |
| 19. | 21.01.2018 | Lillehammer | jedynki-sprint | 3      |
| 20. | 25.11.2018 | Igls        | jedynki        | 2      |
| 21. | 06.01.2019 | Königssee   | jedynki        | 2      |
| 22. | 24.02.2019 | Soczi       | jedynki        | 3      |
| 23. | 24.11.2019 | Igls        | jedynki        | 3      |
| 24. | 01.12.2019 | Lake Placid | jedynki        | 3      |
| 25. | 13.12.2019 | Whistler    | jedynki        | 3      |
| 26. | 11.01.2020 | Altenberg   | jedynki        | 2      |
| 27. | 19.01.2020 | Lillehammer | jedynki        | 1      |
| 28. | 26.01.2020 | Sigulda     | jedynki-sprint | 2      |
| 29. | 28.11.2020 | Igls        | jedynki        | 3      |
| 30. | 20.12.2020 | Winterberg  | jedynki        | 3      |
| 31. | 20.12.2020 | Winterberg  | jedynki-sprint | 3      |
| 32. | 09.01.2021 | Sigulda     | jedynki        | 3      |
| 33. | 04.12.2021 | Soczi       | jedynki        | 3      |
| 34. | 05.12.2021 | Soczi       | jedynki-sprint | 1      |
| 35. | 18.12.2021 | Igls        | jedynki        | 3      |
| 36. | 08.01.2022 | Sigulda     | jedynki        | 3      |
| 37. | 09.01.2022 | Sigulda     | jedynki-sprint | 3      |
| 38. | 04.12.2022 | Igls        | jedynki-sprint | 3      |
| 39. | 09.12.2022 | Whistler    | jedynki        | 3      |
| 40. | 16.12.2022 | Park City   | jedynki        | 1      |
| 41. | 17.12.2022 | Park City   | jedynki-sprint | 1      |
| 42. | 08.01.2023 | Sigulda     | jedynki        | 3      |
| 43. | 05.02.2023 | Altenberg   | jedynki        | 2      |
| 44. | 07.01.2024 | Winterberg  | jedynki        | 2      |

#### Miejsca na podium w zawodach Pucharu Świata - drużynowo
Stan na koniec sezonu 2023/2024
| Lp. | Data       | Miejsce     | Konkurencja | Lokata |
| --- | ---------- | ----------- | ----------- | ------ |
| 1.  | 06.01.2012 | Königssee   | sztafeta    | 1      |
| 2.  | 25.11.2012 | Igls        | sztafeta    | 3      |
| 3.  | 24.11.2013 | Igls        | sztafeta    | 3      |
| 4.  | 01.12.2013 | Winterberg  | sztafeta    | 1      |
| 5.  | 06.12.2014 | Lake Placid | sztafeta    | 2      |
| 6.  | 29.11.2015 | Igls        | sztafeta    | 3      |
| 7.  | 07.01.2018 | Königssee   | sztafeta    | 1      |
| 8.  | 10.02.2019 | Oberhof     | sztafeta    | 1      |
| 9.  | 24.11.2019 | Igls        | sztafeta    | 1      |
| 10. | 12.01.2020 | Altenberg   | sztafeta    | 3      |
| 11. | 19.01.2020 | Lillehammer | sztafeta    | 2      |
| 12. | 23.02.2020 | Winterberg  | sztafeta    | 2      |
| 13. | 21.11.2021 | Yanqing     | sztafeta    | 3      |
| 14. | 12.12.2021 | Altenberg   | sztafeta    | 2      |
| 15. | 15.01.2023 | Sigulda     | sztafeta    | 3      |
| 16. | 14.01.2024 | Igls        | sztafeta    | 3      |